# Martial Ménard
 (juin 2008).
Si vous disposez d'ouvrages ou d'articles de référence ou si vous connaissez des sites web de qualité traitant du thème abordé ici, merci de compléter l'article en donnant les références utiles à sa vérifiabilité et en les liant à la section « Notes et références ».
Pour les articles homonymes, voir Ménard.
Martial Ménard né le 28 novembre 1951 à Paris et mort le 8 septembre 2016 à Quimper, est un linguiste, lexicographe, éditeur et journaliste français et un militant nationaliste breton, considéré comme l'un des meilleurs spécialiste de la langue bretonne.

## Biographie

### Militant breton
Né dans le 13e arrondissement de Paris de parents bretons, Martial Ménard obtient un certificat d'aptitude professionnelle de cuisinier. Il décide ensuite de venir s'établir en Bretagne à l'âge adulte. Membre du Front de libération de la Bretagne, il est condamné par la Cour de sûreté de l'État à 7 ans de prison en 1979. Il a notamment participé à l'attentat qui paralyse la centrale nucléaire de Brennilis en 1978.
Ayant appris le breton à Paris, il commence à enseigner cette langue pendant son incarcération pour participation au FLB. À sa sortie de prison, amnistié en 1981 par François Mitterrand, il devient instituteur dans une école Diwan à Quimper et à Plomelin.

### Éditeur, écrivain et journaliste breton
Lorsqu'en 1983 An Here, maison d'édition spécialisée dans les livres de jeunesse en breton, est fondée par des instituteurs des écoles Diwan, Martial Ménard devient son directeur et le reste jusqu'en 2003. Les éditions An Here ont assuré pendant un moment la diffusion des éditions Al Liamm.
Il codirige en 1995 l'édition du  premier dictionnaire entièrement en langue bretonne, intitulé simplement Geriadur brezhoneg (dictionnaire de breton) et la fait paraître aux éditions An Here.
En 1996, il crée l'hebdomadaire Breizh Info avec Charlie Grall. Martial Ménard est responsable de la publication, tandis que Charlie Grall est rédacteur en chef. À cette époque, Charlie Grall est président de l'association An Here et Martial Ménard y est salarié en tant que directeur.
Il publie en 1998 Mémoires d'un paysan bas-breton de Jean-Marie Déguignet, succès de librairie inattendu.
Depuis 2000, il tient la rubrique Skolig ar brezhoneg qui a pour but d’initier à la langue bretonne par une approche simple et concrète dans Ouest-France.
En outre, il a été vice-président de l'association des éditeurs bretons, et membre de l'Institut culturel de Bretagne (il a été président de la Section « Langue et linguistique »), et il est l'auteur de nombreux ouvrages sur la langue bretonne.
Comme directeur de publication et rédacteur de l'hebdomadaire Bretagne Info (Breizh-Info), il est le premier à révéler la mainmise d'un membre du bureau du Front national, Fernand Le Rachinel sur l'imprimerie briochine,  Les Presses bretonnes, et qui y imprimait le titre Revision, revue négationniste d'Alain Guionnet (procès gagné à l'audience du 26 juin 1997, tribunal correctionnel de Saint-Brieuc).[réf. nécessaire]

### Lexicographe du breton
Ayant collecté des expressions du bretons, aussi bien auprès des locuteurs que par le dépouillement des textes, Martial Ménard est devenu l'un des spécialistes de la lexicographie de la langue bretonne. Parallèlement, au travail de coordination et de rédaction des deux premiers dictionnaires monolingues (1995 et 2001), il explore des domaines lexicographiques peu travaillés jusqu'ici comme le langage du sexe et les insultes.
Il fait paraître en 2012, un dictionnaire français-breton de grand format qui est le second de cette catégorie après l'ouvrage de François Vallée, le Grand dictionnaire français-breton, paru en 1932. Dans la préface, il place son travail, non seulement dans la continuité de Vallée, mais, plus encore, dans celle de Roparz Hemon, auteur du Geriadur istorel (Dictionnaire historique), qu'il imite par la structuration des articles des dictionnaires et les référencements.
Une place importante a été donnée à de très nombreux néologismes créés depuis une cinquantaine d'années pour refléter les nouveaux champs techniques. Les noms d'animaux et de plantes y sont normalisés à partir des collectes récentes.

## Polémique
L'affaire du dictionnaire breton (2000) est une polémique lancée en avril 2000 par le Canard enchaîné sur le premier dictionnaire monolingue de breton (“Geriadur brezhoneg”) élaboré sous sa direction et publié en 1995. Martial Ménard fera valoir un droit de réponse au journal sur cette affaire. Il poursuit aussi Denis Jeambar de l'Express pour diffamation publique en raison d'un article intitulé « Bretagne, le coup de balai » daté du 19 avril 2001 de cet hebdomadaire. Le journaliste parisien sera condamné par le tribunal correctionnel de Nantes pour avoir rapporté des faits exacts mais amnistiés.
Une polémique aura lieu en 2001 entre  Martial Ménard et le président du Conseil régional de Bretagne, Josselin de Rohan. Ce dernier refusera de visiter le stand de l'Institut culturel de Bretagne au salon Expolangues à Paris pour éviter de rencontrer Martial Ménard, directeur d'An Here, à la suite de la publication d'un article critique paru dans Breizh-Info, et déclarant « Je n'accepterai jamais que l'on fasse l'apologie du terrorisme, ni celle de la collaboration et des collaborateurs. »[réf. nécessaire]

## Hommage
- Le nom de Martial Ménard a été donné au CDI du collège Diwan Jakez Riou de Quimper.

## Œuvres
- Devri : Dictionnaire diachronique du breton, Kuzul ar Brezhoneg, disponible en ligne[6].
- Pennadoù Sul, Chroniques bretonnes. Al Lanv. 2021,960 p.,  (ISBN 978-2-916745-44-2).
- Dictionnaire français-breton, Quimper, Éditions Palantines, 2012, 1 463 p. 51 000 entrées.  (ISBN 978-2356780690). Réédition augmentée Éditions An Alarc'h,2020, (ISBN 978-2-38190-004-9)
- Mon premier dictionnaire breton-français, Spézet, Coop Breizh, 2010.
- Petit dico érotique du breton, Spézet, Coop Breizh, 2009.
- Petit dictionnaire des plus belles injures bretonnes. An Here. 2002. (avec la collaboration d'Harry Bott)
- Geriadur brezhoneg, Plougastel-Daoulas, An Here  2001, 1 436 p.  (ISBN 978-2868432360). En collaboration. Second dictionnaire monolingue de breton.
- Petit guide d'initiation au breton. An Here. 1999.
- Expressions populaires bretonnes. Coop Breizh. 1997.
- Le petit imagier des expressions bretonnes populaires. Spézet: Coop Breizh, 1997
- Alc'hwez bras ar baradoz vihan pe Geriahudur ar brezhoneg (Grande clé du petit paradis ou dictionnaire du breton érotique). Le Relecq-Kerhuon, An Here, 1995[7], dédié aux collaborateurs de la revue Yod-Kerc'h et à Erwan Kervella
- Geriadur brezhoneg (gant skouerioù ha troiennoù). Le Relecq-Kerhuon: An Here, 1995, 1 232p. Codirecteur avec Jean-Yves Lagadec (br) et en collaboration. Premier dictionnaire breton monolingue jamais édité.

## Éditions
- Eva Vetter, Plus de breton? : conflit linguistique en Bretagne rurale, An Here, 1999.
- Jean-Marie Déguignet, Histoire de ma vie, An Here, 2001, 946p.  (ISBN 2 86843 226 3)
- Jean-Marie Déguignet, Mémoires d'un paysan bas-breton, An Here, 1998. (19 éditions)
- Erwan Vallerie, Nous, barbares locaux, théorie de la nation et autres textes de Sav Breizh, An Here, 1997. (ISBN 2-86843-172-0) (BNF 36966283)

## Filmographie
- Mikael  Baudu, Martial Menard : e jardrin ur stourmer, Gwengolo filmoù, 2022, film documentaire 52 minutes, en breton[8].